# Arroyo Tres Árboles
El arroyo Tres Árboles, es un arroyo que se encuentra en el departamento de Río Negro en la zona central de la República Oriental del Uruguay.
Las nacientes del arroyo se encuentran sobre la vertiente meridional de la cuchilla de Haedo, en la zona de Paysandú. Inicialmente su cauce corría en dirección norte-sur hasta su desembocadura en el río Negro. 
Actualmente las aguas del arroyo Tres Árboles alimentan el lago artificial de Baygorría, el cual embalsa al río Negro mediante la represa hidroeléctrica Rincón de Baygorría.
Entre sus afluentes se cuentan el arroyo Argüelles, el arroyo del Gato, el de la Coronilla y el de la cañada del Tala.